# José Antonio Arróspide del Busto
José Antonio Arróspide del Busto (Lima, 20 de marzo de 1950) es un diplomático peruano.

## Biografía
Estudió Relaciones Internacionales en la Academia Diplomática del Perú, Artes liberales y Derecho en la Pontificia Universidad Católica del Perú.
En 1974 entró en el servicio del exterior. Se desempeñó como Director del departamento América del Norte.
Participó en los negociaciones del Conflicto limítrofe entre el Perú y el Ecuador.
Del 6 de noviembre de 1995 a 2000 fue Embajador peruano en Bruselas y representante del gobierno del Perú ante la Unión Europea.

Fue director del departamento Europa.
Se desempeñó como Director del departamento Planes.
De 2000 a 2001 fue Viceministro de relaciones exteriores de Perú.
De 2004 a 2005 ha desempeñado cargos en representación del país como embajador en La Haya, Países Bajos y representante Permanente del Perú ante la Organización para la Prohibición de Armas Químicas.
De 2004 a 2005 fue elegido por unanimidad presidente de la Conferencia de Estados Partes de la Organización para la Prohibición de las Armas Químicas.

De 2006 a 2010 fue director Ejecutivo del Plan Binacional de Desarrollo de la Región Fronteriza Perú - Ecuador y fue secretario ejecutivo del Fondo Binacional para la Paz y el Desarrollo.

A partir de abril de 2011 ocupó el cargo de embajador en París.
En 2012 presentó sus Cartas Credenciales como embajador extraordinario y plenipotenciario en Bucarest el:
- 17-21 de septiembre de 2012 en Zagreb, Croacia
- 24-27 de octubre de 2012 en Skopie, República de Macedonia
- 11-13 de febrero de 2013 en Sarajevo, Bosnia-Herzegovina
- 20-23 de febrero de 2013 en Belgrado, Serbia
- 22-23 de abril de 2013 en Chisináu, Moldavia.[4]

Actualmente, es director general de la Secretaría General de la Comunidad Andina. 
| Predecesor: Guillermo del Solar Rojas     | Embajador peruano en Bruselas 6 de noviembre de 1995 a 2 de mayo de 2000                                            | Sucesor: Juan Carlos Gamarra Skeels          |
| Predecesor: Vicente Azula de la Guerra    | Embajador peruano en La Haya 2004 a 2005                                                                            | Sucesor: Allan Wagner Tizón                  |
| Predecesor: Alfonso Dastis                | Presidente de la Conferencia de Estados Partes de la Organización para la Prohibición de Armas Químicas 2004 a 2005 | Sucesor: Petr Kubernát de la República Checa |
| Predecesor: Harry Beleván McBride         | Embajador peruano en París April 2011                                                                               | Sucesor: Cristina Velita de Laboureix        |
| Predecesor: Ernesto Pinto Bazurco Rittler | Embajador peruano en Bucarest 2012 a                                                                                | Sucesor:                                     |